# Міський центр культури та дозвілля (Бахмут)
Міський центр культури та дозвілля (Бахмут) – був розташований за адресою: Донецька область, м. Бахмут, площа Свободи, буд.1 та має статус щойно виявленої пам'ятки архітектури місцевого значення.

## Історія
У 1902 році у м. Бахмут була збудована двоповерхова будівля, в який знаходився Народний дім із залом на 500 місць, бібліотекою та чайною.
У 1924 році, відповідно до затвердженого Донецьким губернським комітетом плану будівництва, Народний дім підлягав розбудові та повинен був увійти до складу палацу-пам’ятника імені В. Леніна.
Реконструкція у неокласичному стилі відбувалась за проектом архітектора Михайла Рибкіна. У розбудованому будинку були розташовані: двоярусна театральна зала на 1200 місць, велике книгосховище, дві читальні зали, їдальня з буфетом та інші приміщення.
Перша черга палацу була відкрита у жовтні 1926 року; оформлення фасаду завершене у 1927 році.
Після Другої світової війни в будівлі в різні часи розташовувались народний музей, будинок піонерів, кінотеатр.
На початку 2000-х років будівля зазнала капітальної реконструкції, а в 2013 році палац був перейменований на честь композитора Євгена Мартинова, який свого часу навчався у місцевому музичному училищі.
У Центрі культури працювали: народний шоу-балет, цирковий колектив, декілька вокальних студій та танцювальних колективів.

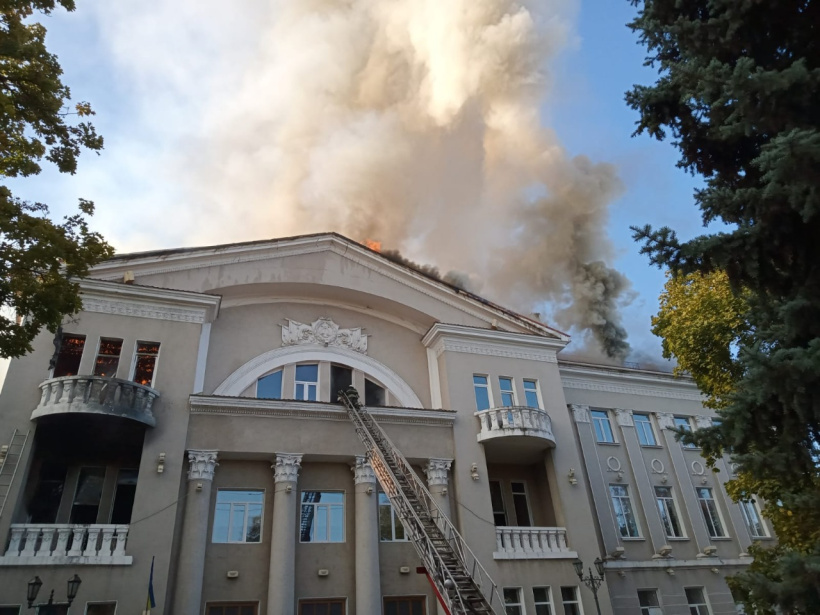
Після обстрілу 8 вересня 2022

З 24 лютого 2024 року у приміщенні палацу знаходився гуманітарний штаб, де мешканці міста могли отримати необхідну допомогу.

## Руйнування
08 вересня 2022 року від російського авіаудару будівля була частково зруйнована.